# Кусы, Мирослав
Мирослав Кусы (словац. Miroslav Kusý; 1 декабря 1931, Братислава — 13 февраля 2019, Братислава) — чехословацкий и словацкий философ-марксист, политолог, публицист и педагог; один из ведущих левых диссидентов во время режима «нормализации»; ректор Университет имени Яна Амоса Коменского в Братиславе (1990—1991); депутат Народной палаты Федерального собрания Чехословакии и Словацкого национального совета.

## Биография
В 1954 году окончил факультет искусств Карлова университета в Праге, а в 1956 году окончил там же аспирантуру. Затем он вернулся в Братиславу, где работал на факультете искусств Университета Коменского, где в 1967–1970 годах был профессором марксистской философии. 
В 1968–1969 годах был членом Центрального комитета Коммунистической партии Словакии, где возглавлял идеологический отдел. После исключения из партии с 1969 года ему было запрещено преподавать, и в период нормализации он работал сначала режиссером-документалистом в Институте изучения журналистики, а затем библиотекарем в университете Коменского. 
В 1977 году он был одним из трёх первых словаков, подписавших «Хартию 77». Впоследствии он был уволен из университетской библиотеки и до 1982 года зарабатывал на жизнь в качестве разнорабочего. Позже работал в Государственном институте урбанистики и градостроительства планирования (УРБИОН). Принадлежал к авторам вокруг Petlice Edition Людвика Вацулика и Expedition Edition Вацлава Гавела.
В 1988 году он публично выступил (в форме открытого обращения, направленного на Радио Свободная Европа) против взглядов словацкого коммунистического публициста и политика Владимира Минача, который в опросе к 20-летию федерализации Чехословакии приравнял мадьяризацию к чехословакизму после создания Чехословацкой республики; Кусы, наоборот, призвал к укреплению чехословацкого сознания. 
Кусы стал членом так называемой Братиславской пятерки, которая 21 июля 1989 года организовала народное собрание в деревне Предмье, на котором потребовали проведения свободных выборов. С августа 1989 года он провёл десять недель в тюрьме в ожидании суда по обвинению в государственной измене и подрывной деятельности. Уголовное преследование было прекращено президентом Густавом Гусаком 25 ноября 1989 года.
Во время Бархатной революции стал заместителем председателя «Общественности против насилия». 10 декабря 1989 года он был назначен председателем Федерального ведомства по делам печати и информации Правительством национального взаимопонимания, которое возглавлял Мариан Чалфа. В феврале 1990 года, в рамках процесса кооптации в Федеральное собрание после Бархатной революции, он заседал в Народной палате (округ № 199 – Требишов, Восточнословацкий край) в качестве беспартийного депутата от движения «Общественность против насилия». Он оставался в Федеральном собрании до конца срока своих полномочий, т.е. до свободных выборов 1990 года. 
После победы на тех выборах в 1990 году «Общественность против насилия» рассматривала Кусы как кандидата на пост премьер-министра. Однако он не проявил интереса и после внутреннего слушания поддержал Владимира Мечьяра, однако уже вскоре с Федором Галем перешел в оппозиционное Мечьяру крыло движение.

В 1990-1991 год он занимал должность ректора Университета Коменского. В 1991 году Вацлав Гавел назначил его директором канцелярии президента Чехословацкой Федеративной Республики в Братиславе. Он был основателем Словацкого Хельсинкского комитета, Фонда Милана Шимечки, председателем Комиссии ЮНЕСКО по правам человека в Словакии, членом органов различных правозащитных организаций. Он ежедневно писал для газеты SME и был автором одиннадцати книг.

## Книги
- Marxistická teória poznania (Марксистская теория познания). Bratislava, VPL, 1962
- O vzťahu telesnej a duševnej práce (О связи между физическим и умственным трудом). Bratislava, VPL, 1962
- O vzťahu teórie a praxe (О соотношении теории и практики). Bratislava, Osveta, 1962
- Filozofia politiky (Философия политики). Bratislava, VPL, 1966
- Marxistická filozofia (Философия марксизма). Bratislava, VPL, 1967, 1968
- Inštitucionálna revolúcia (Институциональная революция). Bratislava, Socialistická akadémia, 1968
- Na vlnách Slobodnej Európy (На волнах «Свободной Европы»). Bratislava, Smena, 1990
- Veľký brat a veľká sestra (Большой брат и большая сестра). 2000 (соавтор Милан Шимечка)